# 藤原礼実
藤原 礼実（ふじわら あやみ、1968年10月30日 - ）は、日本の元モデル、女優。大阪府出身。身長169cm。B82cm、W60cm、H88cm（1992年10月）。

## 経歴・人物
3人兄弟の長女として誕生。1980年代後半からモデルとして活動し、1992年にはパルコのCMに出演、パリコレにも出演した。
1992年の映画『いつか どこかで』のヒロインに抜擢され女優デビューするも、程なくして芸能界から引退した。

## 出演作品

### 映画
- いつか どこかで（1992年、東宝） - 小林冬子 役

### テレビドラマ
- 君のためにできること（1992年、フジテレビ） - 高刀かおる 役
- 月曜ドラマスペシャル「弁護士富田茂作 42歳の純情」（1993年6月14日、TBS）

### CM
- 三菱「ギャラン」
- デビアス
- サントリーサマーギフト
- 全日本空輸「飛遊人」（1990年 - 1991年）
- パルコ（1992年）